# Stowarzyszenie Delta

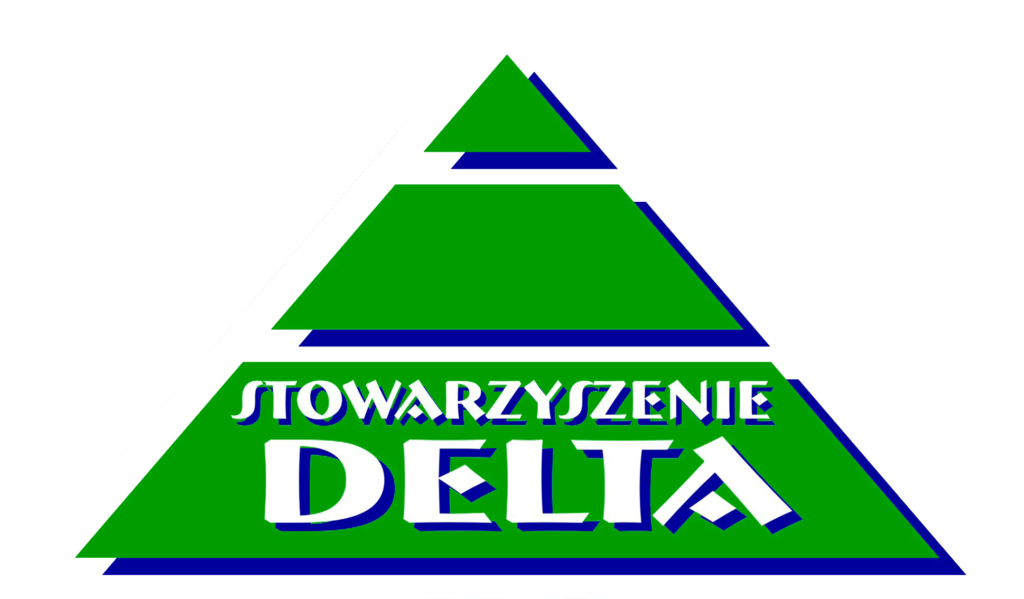
Logo Stowarzyszenia Delta

Stowarzyszenie Delta – organizacja działająca od 2004 roku na terenie Gminy Bałtów, która posiada i rozwija obiekty turystyczne o charakterze edukacyjno-rozrywkowym, takie jak Bałtowski Kompleks Turystyczny, Park Nauki i Rozrywki w Krasiejowie, Jurapark Solec, a także PaleoSafari Moab Giant w USA. Prezesem stowarzyszenia jest Piotr Lichota.

## Historia stowarzyszenia
Stowarzyszenie Delta zostało założone w 1998 roku w Ostrowcu Świętokrzyskim. Początkowo głównym jego celem było organizowanie szkoleń zawodowych i wspieranie szkolnictwa na terenie Ostrowca i okolic. Wkrótce Stowarzyszenie Delta zaczęło włączać się w program działań wspierających rozwój gospodarki w Ostrowcu i przyległych gminach. W tym celu podjęto inwestycje związane z wykorzystaniem naturalnych zasobów regionu dla celów turystycznych. W 2001 roku Delta rozpoczęło współpracę ze Stowarzyszeniem Na Rzecz Rozwoju Gminy Bałtów „Bałt”. Pomysłem na promocję regionu stały się odnalezione na tym terenie ślady obecności dinozaurów. W 2004 roku powstał Bałtowski Park Jurajski, w którym główną atrakcją były zrekonstruowane modele dinozaurów naturalnej wielkości. Park rozrywki szybko zdobył popularność i stał się wizytówką rejonu świętokrzyskiego, a wkrótce rozrósł się do największego w Polsce parku rozrywki, znanego jako Bałtowski Kompleks Turystyczny. Kolejne parki  tworzone przez Stowarzyszenie Delta powstały w Krasiejowie pod Opolem, w Solcu Kujawskim i w stanie Utah w USA. Motywem przewodnim wszystkich obiektów są prehistoryczne gady. Parki są stale rozwijane o kolejne atrakcje związane z edukacją poprzez zabawę. 

## Parki rozrywki i działalność naukowa

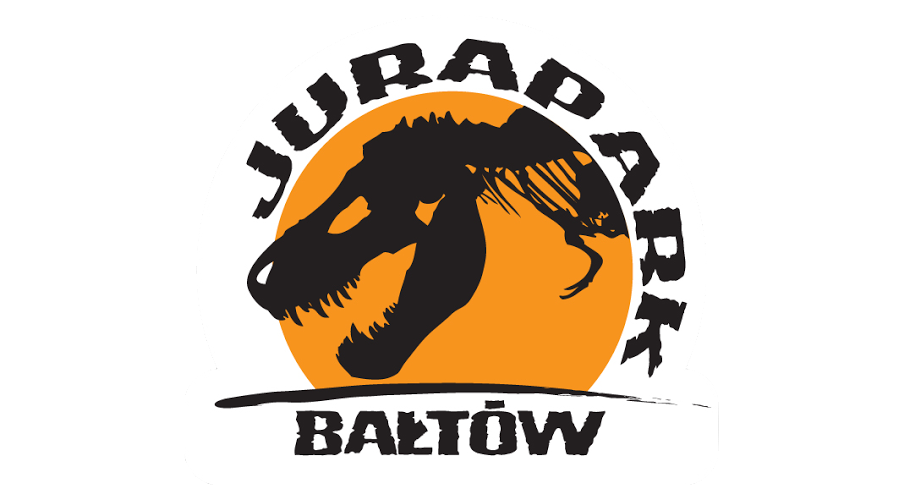
Logo JuraParku w Bałtowie

Stowarzyszenie Delta jest właścicielem czterech obiektów turystycznych, które realizują projekt nauki poprzez zabawę.
Bałtowski Kompleks Turystyczny – pierwotnie JuraPark Bałtów – pierwszy park rozrywki z oryginalnej wielkości modelami dinozaurów, otwarty 7 sierpnia 2004 roku. W ciągu kolejnych lat rozrósł się, zajmując ponad 100ha i tym samym zyskując miano największego obiektu turystyczno-rekreacyjnego w Polsce. Obecnie w jego skład oprócz JuraParku wchodzi Prehistoryczne Oceanarium, Muzeum Jurajskie, Zwierzyniec Bałtowski, ośrodek narciarski Szwajcaria Bałtowska i wiele innych miejsc rozrywkowo-turystycznych. Park stale jest rozbudowywany i jest powiększany o nowe atrakcje.
Park Nauki i Rozrywki w Krasiejowie- powstały w  2010 roku na Opolszczyźnie park rozrywki z oryginalnej wielkości dinozaurami, jest w tym momencie największym parkiem tego typu w Europie.  W 2014 roku zdobył tytuł najciekawszej atrakcji turystycznej Polski.
JuraPark w Solcu Kujawskim- zlokalizowany pomiędzy Bydgoszczą a Toruniem Park zajmuje ponad 12 ha. Oprócz JuraParku znajduje się tu m.in. Muzeum Ziemi, Park Owadów, Kino Emocji Cinema 5D i wiele innych atrakcji.
PaleoSafari Moab Giant – pierwszy zagraniczny park rozrywki z dinozaurami, otwarty w 2016 roku w stanie Utah, USA.

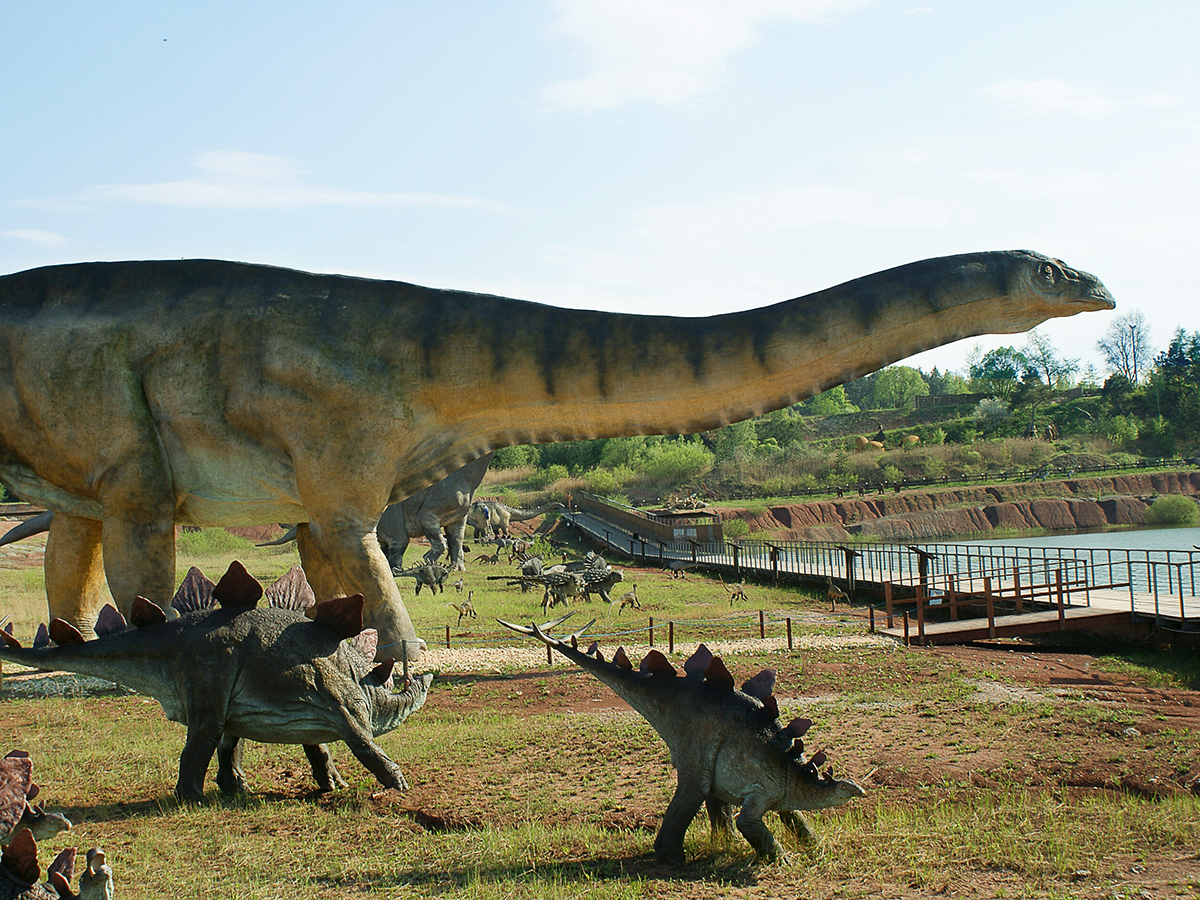
Dinozaury w Juraparku w Krasiejowie.

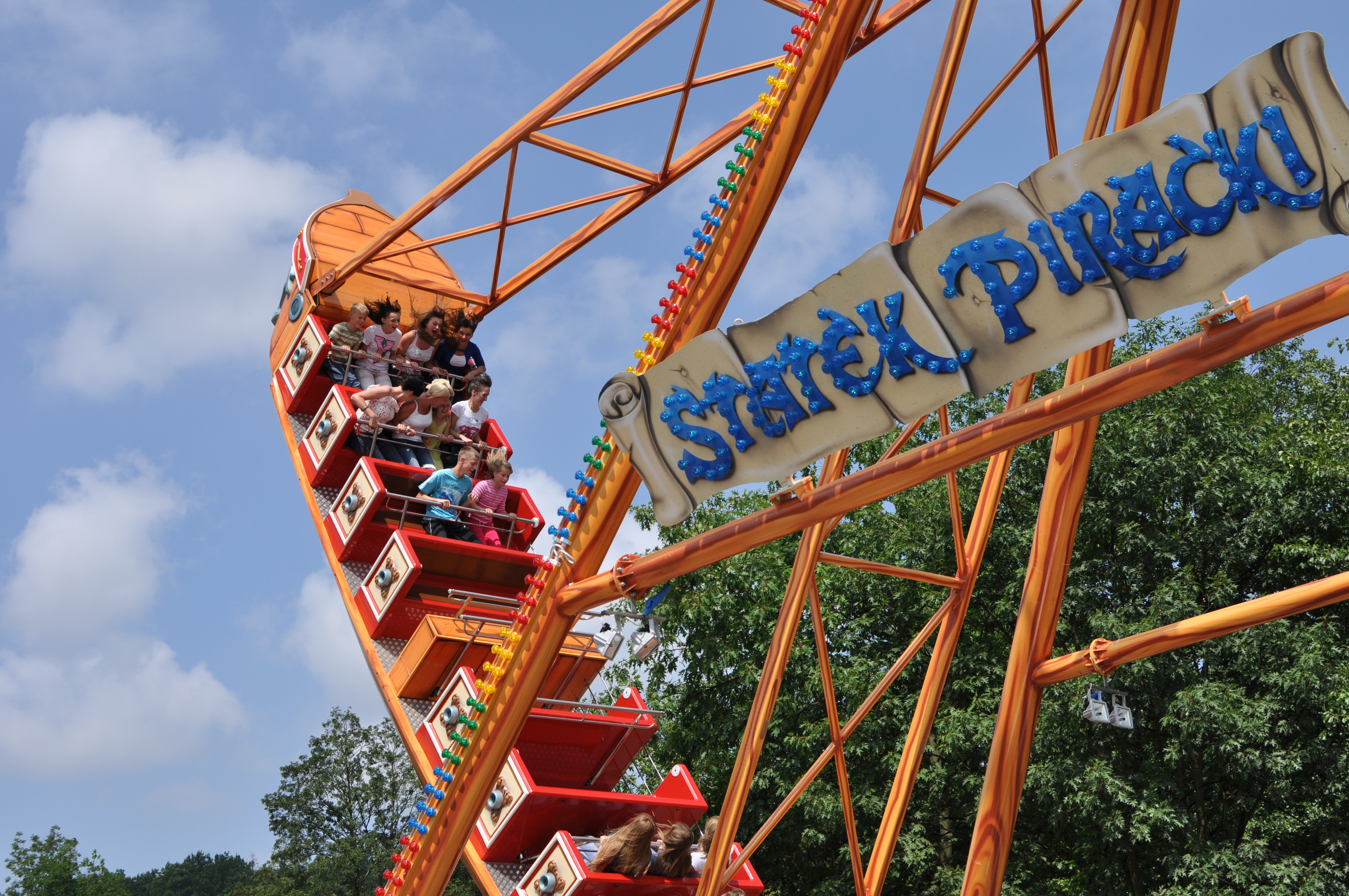
Statek Piracki – jedna z wielu atrakcji bałtowskiego Parku Rozrywki

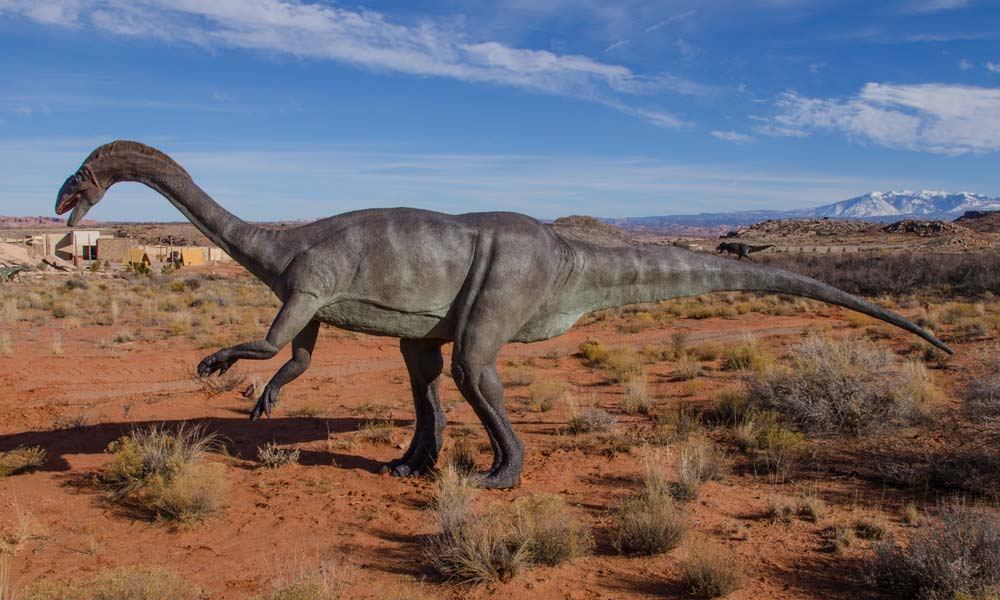
Jeden z modeli dinozaurów w Moab, USA.

Oprócz rozwoju parków o charakterze edukacyjno-rozrywkowym, Stowarzyszenie Delta od 2003 roku angażuje się w badania naukowe dotyczące odkryć paleontologicznych na terenie Polski i USA. Do akcji przeprowadzonych przez organizację należą, między innymi: ochrona znalezisk paleontologicznych w rejonie Bałtowa i Szydłówka, badania nad śladami dinozaurów w Stanach, na terenie m.in. Mongolii, Grecji, a także Chińskiej Republiki Ludowej. Osiągnięcia naukowe Stowarzyszenia Delta sprawiły, że Juraparki i Paleosafari zyskały miano nowych placówek badawczych, które na arenie międzynarodowej mogą się poszczycić  dużymi zasługami w zakresie ochrony zabytków paleontologicznych.

## Nagrody

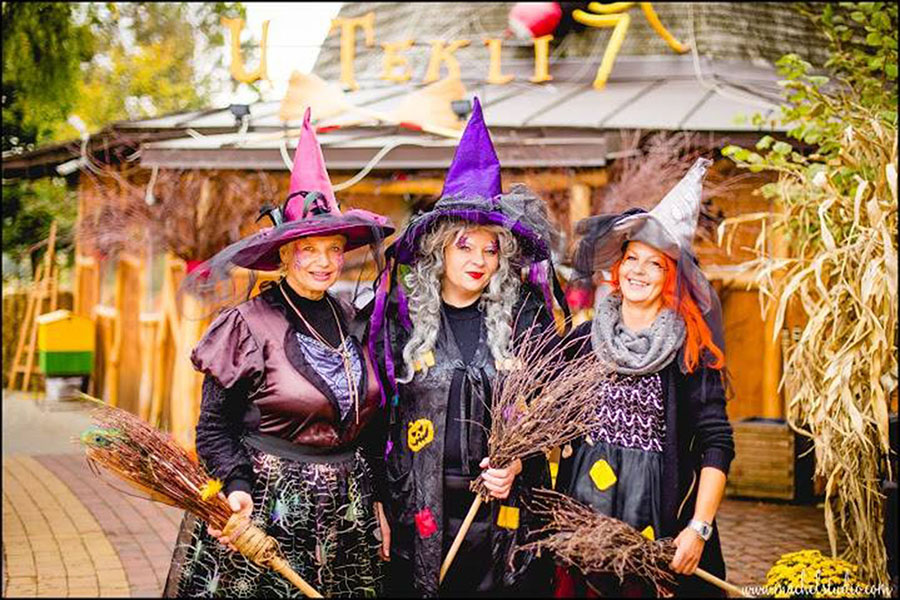
Wioska Czarownic – nietypowa atrakcja nie tylko dla najmłodszych

Stowarzyszenie Delta jest zdobywcą wielu nagród i wyróżnień
| Rok  | Nagroda | Opis |
| 2004 | Pro Publico Bono Wędrowiec Świętokrzyski Ziemia Świętokrzyska – Piękna Nieznajoma                                                                        | nagroda w kategorii Inicjatywy na rzecz rozwoju środowiska i regionu, ze szczególnym uwzględnieniem współpracy organizacji z samorządem terytorialnym. za szczególne zasługi dla rozwoju turystyki w Województwie Świętokrzyskim nadany przez Marszałka Województwa Świętokrzyskiego. I miejsce w plebiscycie ogłoszonym przez Świętokrzyską Regionalną Organizację Turystyczną. |
| 2005 | Duma Regionu Turystyczny Produkt Roku 2005 | dla wybitnych osób i instytucji, których wartość i osiągnięcia są uniwersalne a korzenie regionalne – nagroda przyznana przez Wojewodę Świętokrzyskiego. Certyfikat Polskiej Organizacji Turystycznej dla Bałtowskiego parku Jurajskiego – najlepszego produktu turystycznego. |
| 2006 | Lider Regionu Europejska Odnowa Wsi Odznaka Ministra „Za zasługi dla Turystyki                                                                           | plebiscyt „Echa Dnia” I nagroda w kategorii sport, turystyka i rekreacja za Bałtowski Park Jurajski. Ummendorf dla Piotra Lichoty – Prezesa Stowarzyszenia DELTA. |
| 2007 | VICTOR 2006 Lider Regionu 2006 Wyróżnienie za „Agroturystykę Bałtów” Najlepszy regionalny i lokalny produkt turystyczny Siedem Cudów Polski              | dla prezesa Stowarzyszenia Delta Piotra Lichoty za produkt turystyczny „Szwajcaria Bałtowska”. plebiscyt „Echa Dnia” I nagroda w kategorii sport, turystyka i rekreacja za Bałtowski Park Jurajski. przyznane przez wyróżnienie Marszałka Województwa Świętokrzyskiego kategoria Atrakcje dla dzieci – konkurs organizowany przez Travel Polska oraz wydawnictwo Carta Blanca. |
| 2008 | Cent For Future Superwędrowiec Świetokrzyski Nasze Dobre Świętokrzyskie                                                                                  | dla Stowarzyszenia Delta – nagroda przyznana przez redakcję magazynu Polish Market oraz Marszałka Województwa Świętokrzyskiego w kategorii „Nadzieja Polskiego Rynku 2008” dla Stowarzyszenia Delta za szczególne i wybitne zasługi dla rozwoju turystyki w regionie (Światowy Dzień Turystyki) – „Echa Dnia” przyznała Stowarzyszeniu Delta dwie nagrody główne za produkt turystyczny JuraPark Bałtów oraz Zwierzyniec Bałtowski. |
| 2009 | Laur Świętokrzyski | Człowiek Roku dla prezesa Piotra Lichoty. |
| 2010 | Najlepszy Produkt Turystyczny Turystyczny Produkt Roku 2010.                                                                                             | Certyfikat Opolskiej Regionalnej Organizacji Turystycznej dla JuraParku Krasiejów. Certyfikat Polskiej Organizacji Turystycznej dla JuraParku Krasiejów |
| 2011 | Honorowe Obywatelstwo Gminy Ozimek oraz wręczenie symbolicznego klucza do bram miasta dla prezesa Piotra Lichoty przez Burmistrza Miasta i Gminy Ozimek. | |
| 2012 | VICTOR 2011 Novator 2011 7 Cudów Funduszy Europejskich w kategorii Miejsce przyjazne dzieciom „Popularyzator Nauki”                                      | dla prezesa Piotra Lichoty za produkt turystyczny „Prehistoryczne Oceanarium”. Animator Gospodarki za stworzenie warunków dla dynamicznego rozwoju przedsiębiorczości w gminie Bałtów – Staropolska Izba Przemysłowo-Handlowa. Ministerstwo Rozwoju Regionalnego za projekt Budowa obiektu turystycznego oraz ścieżki edukacyjnej na terenie odkryć paleontologicznych (JuraParku) w Krasiejowie tytuł przyznany Stowarzyszeniu Delta przez Ministerstwo Nauki i Szkolnictwa Wyższego oraz Polską Agencję Prasową w kategorii Instytucja Nienaukowa. |
| 2013 | Najlepszy Produkt Turystyczny Regionu 2013 dla JuraParku Solec                                                                                           | Certyfikat Kujawsko-Pomorskiej Organizacji Turystycznej |
| 2014 | Złoty Certyfikat Polskiej Organizacji Turystycznej | najwyższe wyróżnienie przyznawane przez POT zostało wręczone na gali finałowej konkursu „7 nowych cudów Polski” podczas Targów Regionów i Produktów Turystycznych Tour Salon w Poznaniu (24.11.2014). |
| 2015 | Nasze Dobre Świętokrzyskie | znak jakości „Echa Dnia” dla Stowarzyszenia Delta za Bałtowski Kompleks Turystyczny (Kielce, 3 grudnia 2015 r.) |
| 2016 | Wędrowiec Świętokrzyski w kategorii „osobowość turystyczna                                                                                               | dla Piotra Lichoty za zasługi dla rozwoju turystyki w woj. świętokrzyskim (5.10.2016 r.) |